# Formazione dei The Exploited
The Exploited hanno cambiato molte volte la loro formazione - ventitré il totale dei membri che hanno lasciato la band. L'unico componente presente dalla data di fondazione del gruppo, nel 1979, è il frontman-cantante Wattie Buchan l'indiscusso leader del gruppo.
Nel 2007 il chitarrista Robbie Davidson ha lasciato il gruppo dopo 9 anni di carriera.
La formazione attuale è la seguente:
- Wattie Buchan - voce
- Gav - chitarra
- Irish Rob - basso
- Willie Buchan - batteria

## Ex componenti
Chitarra
- Hayboy (Steve) (1979-1980)
- “Big” John Duncan (1980-1983)
- Karl “Egghead” Morris (1983-1985)
- Mad Mick (1985)
- Nig(el) (1985-1990)
- Gogs (Gordon Balfour) (1989-1991)
- Fraz (Fraser Rosetti) (1991-1995)
- Art(hur) (1996-1998)
- Robbie Davidson (1998-2007)

Basso
- Mark Patrizio (1979-1980)
- Gary MacCormack (1980-1983)
- Billy Dunn (1983-1984, 1996-1997)
- Wayne Tyas (1984-1985, 1986)
- “Deptford” John Armitage (1985-1986)
- Tony (1986-1987)
- Smeeks (Mark Smellie) (1988-1993)
- Jim Gray (1993-1996)

Batteria
- Jimbo (1979)
- Dru Stix (Andrew Campbell) (1979-1982)
- Danny Heatley (1982)
- Steve Roberts (1982)
- Tony (1989-1991)
- Reiner (1997)

## Le varie formazioni durante la storia
1979
- Wattie Buchan - voce
- Hayboy (Steve) - chitarra
- Mark Patrizio - basso
- Jimbo - batteria - Dru Stix (Andrew Campbell) - batteria

1980 - 1982
- Wattie Buchan - voce
- Big John Duncan - chitarra
- Gary MacCormack - basso
- Dru Stix (Andrew Campbell) - batteria - Danny Heatley - batteria - Steve Roberts - batteria

1983
- Wattie Buchan - voce
- Big John Duncan - chitarra
- Gary MacCormack - basso
- Willie Buchan - batteria

1983 - 1984
- Wattie Buchan - voce
- Karl "Egghead" Morris - chitarra
- Billy Dunn - basso
- Willie Buchan - batteria

1984 - 1985
- Wattie Buchan - voce
- Karl "Egghead" Morris - chitarra
- Wayne Tyas - basso
- Willie Buchan - batteria

1985
- Wattie Buchan - voce
- Mad Mick - chitarra
- "Deptford" John Armitage - basso
- Willie Buchan - batteria

1985 - 1986
- Wattie Buchan - voce
- Nig(el) - chitarra
- "Deptford" John Armitage - basso - Wayne Tyas - basso
- Willie Buchan - batteria

1986 - 1987
- Wattie Buchan - voce
- Nig(el) - chitarra
- Tony - basso
- Willie Buchan - batteria

1987 - 1989
- Wattie Buchan - voce
- Nig(el) - chitarra
- Smeeks (Mark Smellie) - basso
- Willie Buchan - batteria

1989 - 1990
- Wattie Buchan - voce
- Mad Mick - chitarra
- "Deptford" John Armitage - basso
- Tony - batteria

1990 - 1991
- Wattie Buchan - voce
- Gogs (Gordon Balfour) - chitarra
- Smeeks (Mark Smellie) - basso - Wayne Tyas - basso
- Tony - batteria

1991 - 1993
- Wattie Buchan - voce
- Fraz (Fraser Rossetti) - chitarra
- Smeeks (Mark Smellie) - basso
- Willie Buchan - batteria

1993 - 1995
- Wattie Buchan - voce
- Fraz (Fraser Rossetti) - chitarra
- Jim Gray - basso
- Willie Buchan - batteria

1996 - 1997
- Wattie Buchan - voce
- Art(hur) - chitarra
- Irish Bob - basso
- Reiner - batteria

1997 - 1998
- Wattie Buchan - voce
- Art(hur) - chitarra
- Irish Bob - basso - Wayne Tyas - basso
- Willie Buchan - batteria

1998 - 2007
- Wattie Buchan - voce
- Robbie Davidson - chitarra
- Irish Bob - basso
- Willie Buchan - batteria

2007 - 2008
- Wattie Buchan - voce
- Gav - chitarra
- Irish Bob - basso
- Willie Buchan - batteria